# Kamenitsa
Kamenitsa (en griego, Καμενίτσα) es un pueblo de Arcadia (Grecia). Administrativamente pertenece al municipio de Gortynía y a la unidad municipal de Vytina. En el año 2011 contaba con una población de 156 habitantes.

## Arqueología
Cerca de este pueblo hay varios yacimientos arqueológicos de diversos periodos históricos. En la cueva de Panagia se han encontrado restos del periodo Neolítico. En la colina de Sakovuni los hallazgos indican que aquí hubo un asentamiento que estuvo habitado en el neolítico y en la época micénica. Se ha sugerido la posibilidad de que aquí estuviera la ciudad homérica de Enispe. Más restos del asentamiento se encuentran en Kastro y en Agiannis. Otro asentamiento, en el lugar llamado Agia Sotira, pertenece al periodo helenístico. Se han hallado también aquí restos de cerámica y monedas. Este asentamiento se ha identificado con la antigua ciudad de Tortineo. También hay una fortaleza de la Edad Media en el sitio de Kastro y otros vestigios de la misma época en Abysena.
Las excavaciones han sido dirigidas por Theodoros Spyropoulos. Muchos de los hallazgos se exhiben en el Museo Arqueológico de Trípoli.